# Вулканический кратер

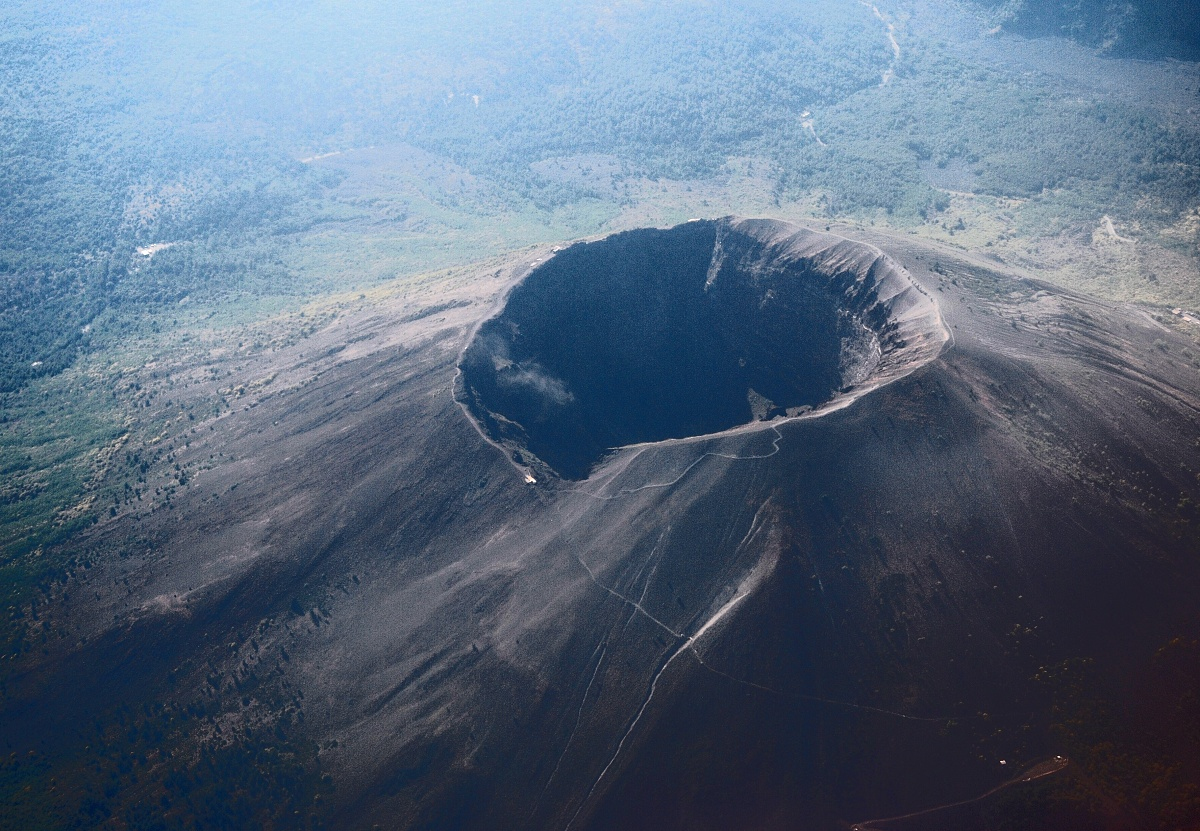
Кратер вулкана Везувий

Кра́тер вулка́на (др.-греч. κρατήρ — чаша) — чашеобразное или воронкообразное углубление на вершине или склоне вулканического конуса, вызванное вулканической активностью.

## Описание

Модель образования кальдеры

Диаметр кратера может быть от десятков метров до нескольких километров, а глубина — от нескольких метров до сотен метров.
На дне кратера находятся одно или несколько жерл, через которые на поверхность поступают лава и другие вулканические продукты, поднимающиеся из магматического очага по выводному каналу.
Иногда дно кратера перекрыто лавовым озером или небольшим новообразованным вулканическим конусом.
Обычно кратер имеет чашеобразную форму, внутри которой возникает вентиляционное отверстие. Во время извержений вулканов расплавленная магма и вулканические газы поднимаются из подземного магматического очага через трубчатый канал до тех пор, пока они не достигают отверстия кратера, откуда газы выходят в атмосферу, и магма извергается в виде лавы. Вулканический кратер может иметь большие размеры, а иногда и большую глубину. Во время некоторых видов взрывных извержений магматическая камера вулкана может опустеть достаточно для того, чтобы область над ним просела, образуя тип большей депрессии, известной как кальдера.
В большинстве вулканов кратер расположен на вершине горы, образованной изверженными вулканическими отложениями, такими как потоки лавы и тефра. Вулканы, оканчивающиеся таким кратером на вершине, обычно имеют коническую форму. Другие вулканические кратеры могут располагаться на боковых сторонах вулканов, и их обычно называют фланговыми кратерами. Некоторые вулканические кратеры могут полностью или частично заполняться дождем и/или растаявшим снегом, образуя озеро кратера.
Кратер может быть поврежден во время извержения, взрывами, лавой, или посредством более поздней эрозии. Разбитые кратеры имеют намного более низкий край на одной стороне.
Некоторые вулканы, такие как маары, состоят из одного кратера, практически без гор. Эти вулканические кратеры образуются, когда магма поднимается через насыщенные водой породы, что вызывает фреатическое извержение. Вулканические кратеры от фреатических извержений часто встречаются на равнинах вдали от других явных вулканов. Не все вулканы образуют кратеры.